# 伯恩哈德·埃塞爾
伯恩哈德·埃塞爾（1981年2月17日—）是一名奧地利單車運動員，曾代表國家參加2012年倫敦奧運的單車公路賽，並未獲得獎牌。2020年1月14日，他正式宣布结束职业生涯。